# Jan Zušťák
Jan Zušťák (* 25. února 1975) je bývalý český fotbalista, útočník.

## Fotbalová kariéra
V české lize hrál za 1. FK Příbram a FK Chmel Blšany. Nastoupil ve 36 ligových utkáních a dal 4 góly. V nižších soutěžích hrál i za FC Dukla Praha „B“, FK Turnov, FK Baník Most 1909, Tatran Prachatice, SK Strakonice 1908, TJ Sokol Milín a FC Písek.

## Ligová bilance
| Ročník                            | Zápasy | Góly | Klub                 |
| --------------------------------- | ------ | ---- | -------------------- |
| Česká fotbalová liga 1993/1994    | -      | 1    | FC Dukla Praha „B“   |
| 2. česká fotbalová liga 1994/1995 | -      | 0    | FC Portal Příbram    |
| 2. česká fotbalová liga 1995/1996 | 4      | 0    | 1. FK Příbram        |
| 2. česká fotbalová liga 1995/1996 | 1      | 0    | FK Turnov            |
| Česká fotbalová liga 1996/1997    | -      | 1    | FC Dukla Příbram     |
| Česká fotbalová liga 1998/1999    | -      | 18   | TJ Sokol Milín       |
| Gambrinus liga 1999/2000          | 16     | 1    | 1. FK Příbram        |
| Gambrinus liga 2000/2001          | 11     | 2    | 1. FK Příbram        |
| Gambrinus liga 2000/2001          | 5      | 0    | FK Chmel Blšany      |
| Gambrinus liga 2001/2002          | 4      | 1    | 1. FK Příbram        |
| 2. česká fotbalová liga 2001/2002 | 6      | 0    | FK Baník Most 1909   |
| 2. česká fotbalová liga 2004/2005 | 18     | 0    | TJ Tatran Prachatice |
| Česká fotbalová liga 2011/2012    | -      | -    | FC Písek             |
| CELKEM 1. liga ČR                 | 36     | 4    |                      |